# وادي هنوم

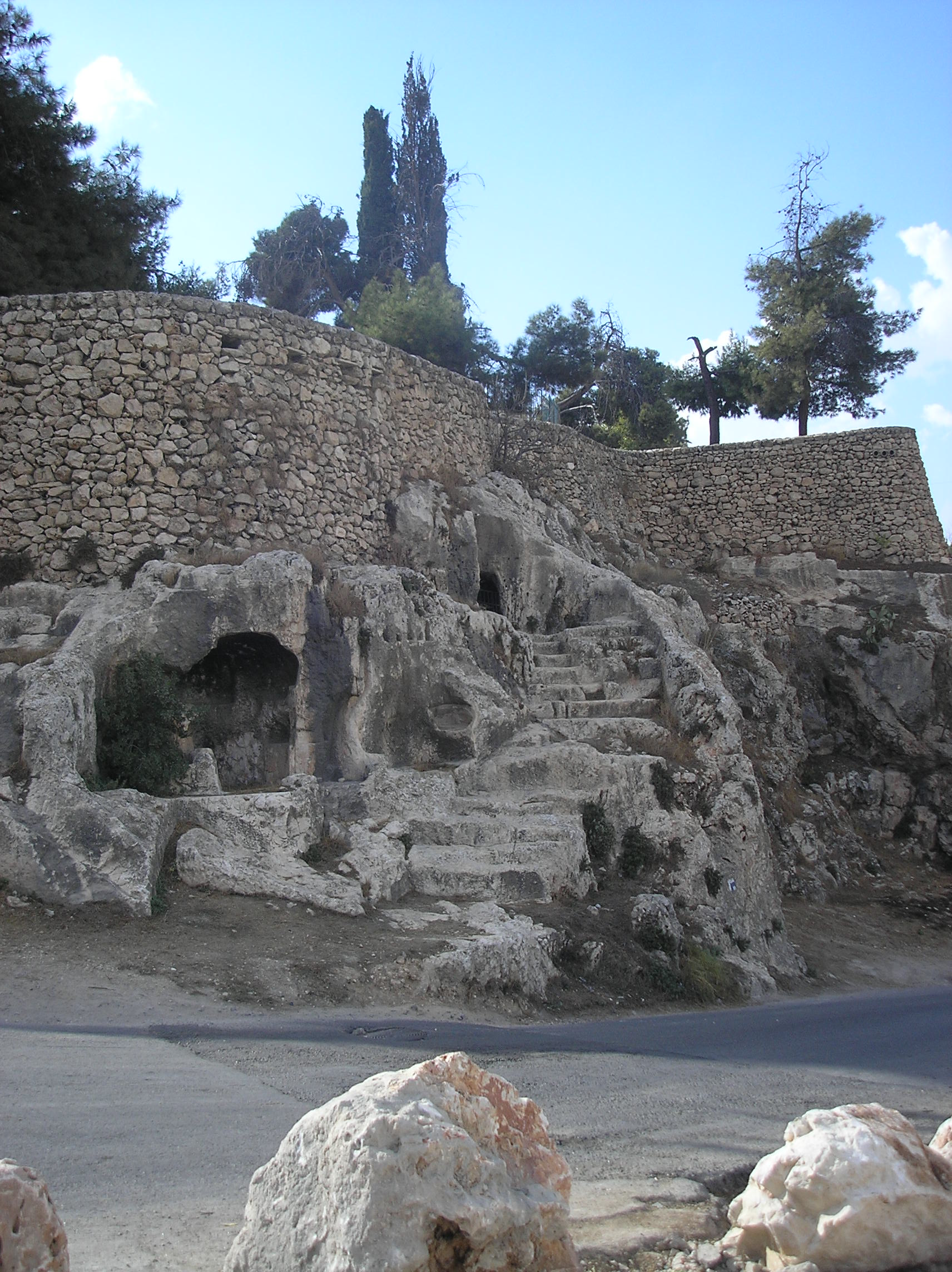
القبور في وادي هنوم

وادي هنوم أو وادي أبناء هنوم أو جيهينا (باليونانية: γέεννα)‏، (بالعبرية: גהנום أو גהנם)، (باليديشية: Gehinna) هو مكان كان يقع بالقرب من مدينة أورشليم في الكتاب المقدس وكانت تقدم فيه ذبائح بشرية من الأطفال دون 3 سنوات من قبل الكنعانيين للآلهة الكنعانية مثل بعل ومولوخ وقد شبه هذا المكان بجهنم الموجودة في المعتقدات اليهودية والمسيحية والإسلامية لأن الكنعانيين كانوا يقدمون أطفالهم كقربان للآلهة على طبق من النار الملتهبة وقد وصفه الله في التوراة بأنها أبشع الخطايا أو الجرائم التي كان يقترفها الكنعانيين والتي بسببها حكم الله على الشعوب السبعة التي كانت متواجدة في أرض كنعان بالفناء. وبعد مجئ بني إسرائيل إلى أرضهم الموعودة مارس بعض منهم هذه الطقوس ومنهم الملك منسى ملك يهوذا وبسبب هذا حكم الله على شعب يهوذا بالسبي إلى بابل حسب ما ذكرت التوراة.

## أصل الكلمة
ذكر اسم جهنم لأول مرة في وصف قبائل يهودا وبنيامين وهو اسم وادٍ عميق في الحد الغربي من مدينة القدس القديمة.
وجدير بالذكر أن جي هنوم، بمعناها المألوف بأيامنا لم تظهر في التوراة بتاتاً، إنما ظهرت لاحقا، وكان اليهود سكان القدس بأيام الملكية في إسرائيل يتخذون من هذا الوادي منابرا لعبادة وثنية، وهي عبادة الإله الكنعاني مالوخ، وكانوا يضحون بأولادهم حديثي العهد ويحرقونهم بالنار، حتى أن بعض ملوك اليهود مارسوا هذه العادة، مما أغضب الأنبياء والملوك الآخرين فأطلقوا الاسم على المكان الذي سينتهي به هؤلاء الأشرار.
أما مصدر الكلمة هانوم فهو غريب عن العبرية والعربية، وجهنم גיהנום بالتوراة وردت في بسفر يشوع بصيغتي (جي-هنم) و(جي - بن هنم). كما وردت بالتوراة صيغة: (جيأ هنم). ولفظ (جي) بالعبرية يعني الوادي (الجواء)، و لفظ (هنوم) رجلاً نُسِبَ إليه الوادي، كما بصيغ: (جي بن هنم) ، (جيأ بن هنم). (جي بني هنم).
يتطابق العهد القديم والعهد الجديد للكتاب المقدس في وصف جهنم بما يلي:
جنهم كلمة عبرية لاسم وادي هنوم أو(جي هنوم) يقع شرقي اورشليم وخارج اسوار المدينة القديمة، وكان يطلق عليه قديما اسم وادي الموت حيث كان اليهود يلقون فيه النفايات وجثث الموتى من المجرمين وكذلك محرقة للاطفال الذين يقدمون كقرابين للاله مولوخ في أيام ملوك إسرائيل القدماء.
كانت جي هنوم أو(جهنم) بالعربية ذات رائحة نتنة يتصاعد منها ضباب ودخان الحرائق باستمرار، وهي موضع للنجاسة والقاذورات والجثث ونارها لهيب لاتنطفئ.
ثم استعمل أهل الكتاب لفظة جهنّم لعذاب ما بعد الموت، وذلك عندما اراد المسيح ان يصف قوة النار قال انها نار مثل تلك النار الرهيبة التي ترونها في وادي هنوم «جهنم» فذكر جهنم كان لتقريب الصورة لافراد رأوا الحدث ورأوا قوة النار؛ وثم ذكرت بالقرآن كما هي جهنم وهي أسم مركب كما في كلمة جبريل.